# Tuakana
Tuakana es un género de arañas araneomorfas de la familia Desidae. Se encuentra en  Nueva Zelanda.

## Lista de especies
Según The World Spider Catalog 12.0:
- Tuakana mirada Forster, 1970
- Tuakana wiltoni Forster, 1970